# Mount Meeks
Mount Meeks är ett berg i Antarktis. Det ligger i den centrala delen av kontinenten. Inget land gör anspråk på området. Toppen på Mount Meeks är 2 470 meter över havet.
Terrängen runt Mount Meeks är huvudsakligen kuperad. Trakten är obefolkad. Det finns inga samhällen i närheten. 